# 韦克桑地区蒙塔尼
韦克桑地区蒙塔尼（法語：Montagny-en-Vexin，法語發音：[mɔ̃taɲi ɑ̃ vɛksɛ̃]）是法国瓦兹省的一个市镇，属于博韦区。

## 地理
韦克桑地区蒙塔尼（49°11'43"N, 1°48'1"E）面积4.18 平方千米，位于法国上法蘭西大區瓦兹省，该省份为法国北部内陆省份，北起索姆省，西接厄尔省和滨海塞纳省，南至塞纳-马恩省和瓦兹河谷省，东临埃纳省。
与韦克桑地区蒙塔尼接壤的市镇（或旧市镇、城区）包括：蒙雅武、韦克桑地区马尼、瑟朗、圣热尔韦。

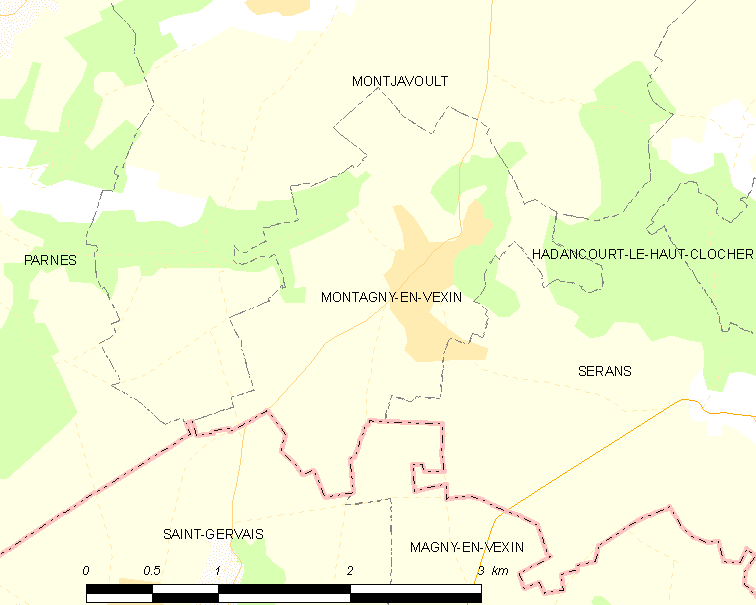
韦克桑地区蒙塔尼的OSM定位图

韦克桑地区蒙塔尼的时区为UTC+01:00、UTC+02:00（夏令时）。

## 行政
韦克桑地区蒙塔尼的邮政编码为60240，INSEE市镇编码为60412。

## 政治
韦克桑地区蒙塔尼所属的省级选区为韦克桑地区肖蒙县。

## 人口

1962-2008年间韦克桑地区蒙塔尼人口变化图示

韦克桑地区蒙塔尼于2022年1月1日时的人口数量为676人。